# モイロー
モイローまたはミュロー（古代ギリシア語: Μοιρώ または 古希: Μυρώ）は、ビュザンティオン市出身のヘレニズム時代の女流詩人である。彼女はアンドロマコス・ピロロゴス（Andromakhos Philologos）の妻であり、『スーダ』が述べる処では、（これは、かなり疑わしいが）悲劇詩人ビュザンティオンのホメーロスの母である。モイローの活動時期は、おそらく紀元前4世紀末から前3世紀初頭であった。

## 生涯と作品
モイローの詩作品はほとんど残っていない。彼女が書いた叙事詩『ムネーモシュネー』のうちの10行がアテーナイオスによって引用され、また、2編の4行エピグラム詩がガダラのメレアグロスが編纂した『花冠』において引用されて現存している。加えて、彼女は、「アライ」（Arai、滅びの元）と呼ばれる詩を書いたことが知られている。アルキノエー（ Ἀλκινόη）の神話のあらすじが、ニカエウスのパルテニオスの『Erotica Pathemata』（エローティカ・パテーマタ）に含まれている。スコリオン（古註）は、アルキノエーの物語がモイローの『滅びの元（アライ）』において語られていると記している。最後に、テッサロニケのエウスタティオスが、モイローはポセイドーンへの讃歌を書いたと述べている。
モイローの作品『ムネーモシュネー』のなか現存している断片は、クレーテーでのゼウスの子供時代の物語を語っている。この地にゼウスは、その父クロノスによって殺されるのを避けるため母親レートーによって隠されていたのだった。断片は、コロンナ作のキタイローンとヘリコーンの競争（キタイローンとヘリコーン山の競争の詩、PMG 654 col. i）の現存する断片と同様に、女性の役割を強調する形でゼウスの幼い時代の逸話を再話している。

## 評価
モイローは古代において詩人として高い令名を得ていたように思える。テッサロニケのアンティパトロスは、「卓越した9人の女流詩人」のリストに彼女を加えており、『花冠』に献げた詩において、メレアグロスは彼女を百合の花として言及し、サッポーとアニュテーに列している。タティアノスによれば、プラクシテレースの息子である小ケピソドトスは、彼女の彫刻を作った。アニュテーとマルコス・アルゲンタリオスがうたった、2編のエピグラムがモイローについて述べており、『ギリシア詞華集』に収録されて現存している。また、おそらく、今は失われたモイローの詩の再構成作品が残っている。